# What You Gonna Do When the World's on Fire?
Pour plus de détails, voir Fiche technique et Distribution.
What You Gonna Do When the World's on Fire? (italien : Che fare quando il mondo è in fiamme?) est un film documentaire italien réalisé par Roberto Minervini et sorti en 2018. Il porte sur la communauté noire de Louisiane au Etats-Unis.
Film engagé, il a été présenté à la Mostra de Venise 2018.

## Synopsis
Le film est une chronique de la communauté afro-américaine en Louisiane en 2017 au moment des émeutes qui ont secoué le pays, alors que plusieurs Noirs ont été abattus par des policiers. Le documentaire suit tour à tour différentes personnes, une mère de famille et ses deux fils, une faction du New Black Panther Party, la tenancière d'un bar.

## Fiche technique
- Titre anglais : What You Gonna Do When the World's on Fire?
- Titre italien : Che fare quando il mondo è in fiamme?
- Réalisation : Roberto Minervini
- Scénario : Roberto Minervini
- Photographie : Diego Romero
- Montage : Marie-Hélène Dozo
- Pays de production :  Italie,  France,  États-Unis
- Type : noir & blanc
- Durée : 123 minutes
- Dates de sortie : 
  - Italie : 2 septembre 2018 (Mostra de Venise 2018)
  - France : 5 décembre 2018 par le distributeur Shellac (société de distribution)

## Sortie

### Accueil critique
En France, le site Allociné recense une moyenne des critiques presse de 3,5/5, et des critiques spectateurs à 3,3/5.

## Distinctions

### Récompenses
- Festival international du film de La Roche-sur-Yon 2018 : Grand prix du jury[3].
- Festival du film de Londres 2018 : prix du meilleur documentaire[4],[5].
- Festival international du film de Mar del Plata 2018 : Astor du meilleur réalisateur[6].

### Sélection
- Mostra de Venise 2018 : sélection en compétition officielle.